# Cephalaeschna triadica
Cephalaeschna triadica är en trollsländeart som beskrevs av Maurits Anne Lieftinck 1977. Cephalaeschna triadica ingår i släktet Cephalaeschna och familjen mosaiktrollsländor. Inga underarter finns listade i Catalogue of Life.